# Tom Harper (réalisateur)
Pour les articles homonymes, voir Harper.
Tom Harper, né le 7 janvier 1980 à Londres, est un réalisateur et producteur de cinéma britannique.

## Biographie
Tom Harper commence sa carrière en réalisant des courts-métrages. Après un court très prisé par les critiques et le public en 2006 intitulé Cubs sur la chasse des renards dans les villes, il commence à travailler pour la télévision avec des séries plébiscitées par le public comme Misfits ou Peaky Blinders.

## Filmographie

### Réalisateur

#### Cinéma
- 1998 : Eyelines (court métrage)
- 2004 : Beat (court métrage)
- 2006 : Cubs (court métrage)
- 2007: Cherries (court métrage)
- 2009 : The Scouting Book for Boys
- 2011 : The Swarm (court métrage)
- 2014 : War Book
- 2014 : La Dame en noir 2 : L'Ange de la mort (The Woman in Black 2: Angel of Death)
- 2018 : Wild Rose
- 2019 : Les Aéronautes (The Aeronauts)
- 2021 : Your Room Will Be Ready (court métrage)
- 2023 : Agent Stone (Heart of Stone)

#### Télévision
- 2006 : Squat Street (mini-série)
- 2007 : Coming Up (série télévisée) (1 épisode)
- 2008 : Dis/Connected (téléfilm)
- 2009 : Demons (mini-série) (3 épisodes)
- 2009-2010 : Misfits (série télévisée) (4 épisodes)
- 2010 : This Is England '86 (série télévisée) (2 épisodes)
- 2011 : Le Mini Noël des Borrowers (The Borrowers) (téléfilm)
- 2013 : Peaky Blinders (série télévisée) (saison 1, 3 épisodes)
- 2016 : Guerre et Paix (War & Peace) (mini-série)
- 2017 : The Son (série télévisée) (1 épisode)
- 2017 : Philip K. Dick's Electric Dreams (série télévisée) (1 épisode)

### Producteur
- 2014 : War Book de lui-même
- 2017 : The Son (série télévisée)
- 2023 : Heart of Stone de lui-même